# Испанский язык на Филиппинах
Испа́нский язы́к на Филиппи́нах (исп. Idioma español en Filipinas) — восточноазиатско-тихоокеанская разновидность испанского языка, получившая распространение в колониальный период на Филиппинском архипелаге.
Помимо собственно Филиппин, где находился центр колониального испанского управления, в исторический языковой ареал испанского языка входили также соседние тихоокеанские территории, находившиеся под суверенитетом Испании: Гуам, Марианские острова, Каролинские острова, Палау и другие острова Микронезии, которые входили в так называемое генерал-капитанство Филиппины, а также небольшие архипелаги Индонезии, близкие к Минданао, в которых испанский играл роль лингва франка. Отличительной чертой азиатских разновидностей испанского языка стал их преимущественно письменно-официальный характер. И действительно, несмотря на свой статус официального языка в генерал-капитанстве на протяжении свыше 300 лет, к концу испанского колониального периода (1521—1899 гг.) лишь около 1 % населения региона имели преимущественно европейское происхождение и, соответственно, считали испанский язык единственным родным, хотя, по оценкам, до 60 % населения владели им как вторым, третьим языком или же иностранным. Испанский был основным языком колониальных регистров, литературы, революционного движения, административного официоза и армии. Основной удар по позициям испанского языка в стране нанесла Испано-американская война 1898 г., после которой Филиппины превратились фактически в колонию США, проводивших политику вытеснения испанского языка и замену его английским. Ниже приведены и другие причины упадка испанского языка на Филиппинах. Тем не менее, на юге страны (полуостров Замбоанга) сохраняется значительное количество носителей испанско-креольского языка чавакано (свыше 0,6 млн чел.), очень близкого испанскому. Более того, до 40 % лексики автохтонных языков Филиппин имеет испанское происхождение. Также, бывший президент Филиппин Глория Арройо вновь ввела испанский в качестве обязательного предмета в филиппинских школах с 2008 г. после долгого перерыва с 1986 г.

## Расцвет испанского языка в регионе
Первые испанцы появились на территории архипелага после 1521 г., после экспедиции Фернана Магеллана. Как и в ходе средневековой Реконкисты, Испания поставила перед собой цель предотвратить окончательную исламизацию Филиппин на манер Индонезии с помощью прямого военного вмешательства. В отличие от Латинской Америки, массовая христианизация региона не привела к массовой испанизации. Как и в Латинской Америке, испанские мужчины вступали в браки с местными филиппинками и китаянками, но из-за крайней удалённости Филиппин, количество колонистов-европейцев было крайне невелико. Более того, большинство прибывших были католические священники, которые противились распространению испанского языка в стране, боясь «развратить» своих новых прозелитов. Испанское духовенство даже способствовало развитию алфавита для местных языков, а также становлению их литературной формы. И всё же в административном аппарате, а после 1863 г. и в школах преобладал именно испанский язык. Основной корпус испаноязычной филиппинской литературы конца 19 — начала 20 вв. включает ряд изысканных произведений, в том числе два романа национального героя Филиппин Хосе Рисаля-и-Алонсо (1861—1896), выдержанные в имажинистской манере лирические сочинения Фернандо Герреро (1873—1929) и Сесилио Апостола (1877—1938) и, наконец, сатира Хесуса Бальмори (1886—1948). Вплоть до конца 19 в. главной покровительницей искусств на Филиппинах была Римско-католическая церковь. В архитектуре, скульптуре и живописи того времени проявляется любопытный китайский или малайский вариант испанского барокко. Хуан Луна (1857—1899) и Феликс Ресурресьон Идальго (1855—1913) — талантливые филиппинские художники, покинувшие родину, — завоевали признание в Испании своими полотнами, выполненными в романтическом стиле.

## Испанское языковое наследие
Несмотря на оттеснение испанского языка на языковую периферию, в автохтонных языках сохраняются многочисленные испанские заимствования. Около 8000 корней в тагальском, в бисайских языках — свыше 6000 корней. Продолжают использоваться испанские числительные, названия месяцев года. Повсеместно встречаются испанские топонимы: Рохос, Негрос, Сан-Карлос, Пуэрто-Принсеса, Толедо, Сентраль и др. Кроме того, среди филиппинцев по-прежнему распространены испанские имена и фамилии.

## Упадок испанского языка на Филиппинах
Испано-американская война 1898 года привела к установлению американского контроля над Филиппинами. Поначалу американцы были вынуждены сами пользоваться испанским в своей колонии, хотя и выражали по этому поводу крайнее недовольство. Уже в 1901 г. в страну направлены так называемые томаситы — учительский корпус пионеров-«первопроходцев», основная цель которых подготовить переход Филиппин с испанского языка преподавания на английский. Переход занял довольно длительное время: несмотря на помощь томаситов, первые книги, радио- и телепередачи в стране выходят на испанском. Но в 1935 г. английский становится официальным наряду с испанским языком. Параллельно американцы ведут работу по становлению единого национального языка на основе автохтонных элементов. 31 декабря 1937 г. таким языком был избран тагальский, основной разговорный язык столицы — г. Манила. И все же образовательные меры по американизации страны долгое время не могли полностью вытеснить испанский язык с архипелага. За первую половину XX века доля филиппинцев, свободно владеющих испанским языком, сократилась с 10 % до 6 %, что объяснялось скорее демографическим взрывом среди сельского населения, а не сокращением числа испаноязычных. В крупных городах, и в первую очередь, в столице испанский продолжает сохраняться. Но именно разрушительные последствия Второй мировой войны лишили испанский язык его городской базы. Во время японской оккупации и американских бомбёжек особенно сильно пострадали города, прежде всего исторический испаноязычный квартал Манилы Интрамурос. Многие испаноязычные семьи погибли или же вынуждены были эмигрировать из-за резкого снижения уровня жизни в разрушенной стране. К началу 80-х в Маниле осталось лишь 2 коренных испаноязычных жителя. На грани исчезновения испанский язык оказался и в г. Кавите, где некогда преобладали испаноязычные. Современная филиппинская литература создаётся по большей части на английском языке, особенно после 1950-х годов. Известны такие мастера, как поэт Хосе Гарсиа Вилья, романист Н. В. М. Гонсалес, автор короткого рассказа Никомедес Хоакин и эссеист Кармен Герреро-Накпиль. При этом английский активно конкурирует с тагальским практически во всех сферах, за исключением повседневного общения из-за сложности английской фонетики и правописания по сравнению с тагальской и/или испанской. В 1973 году испанский язык потерял статус официального, а в 1987 году он перестал быть обязательным предметом в университетах.

## Возрождение испанского языка
По данным Института Сервантеса, ныне на Филиппинах проживает около 3 180 000 человек, знающих литературный испанский язык, но лишь менее 3 тыс. жителей из более чем 90-миллионного населения страны по-прежнему считают испанский язык родным, не считая тех, для кого родной язык — чабакано, креольский язык на основе испанского (600 тысяч человек на юге страны и ещё 12 тысяч в Малайзии). Изучают испанский язык около 30 тыс. филиппинцев. Как и ранее, испанский язык используется преимущественно в семьях смешанного испанско-азиатского происхождения (филиппинские метисы), обычно высокого достатка.